# Pieter-Jan De Smet (missionaris)

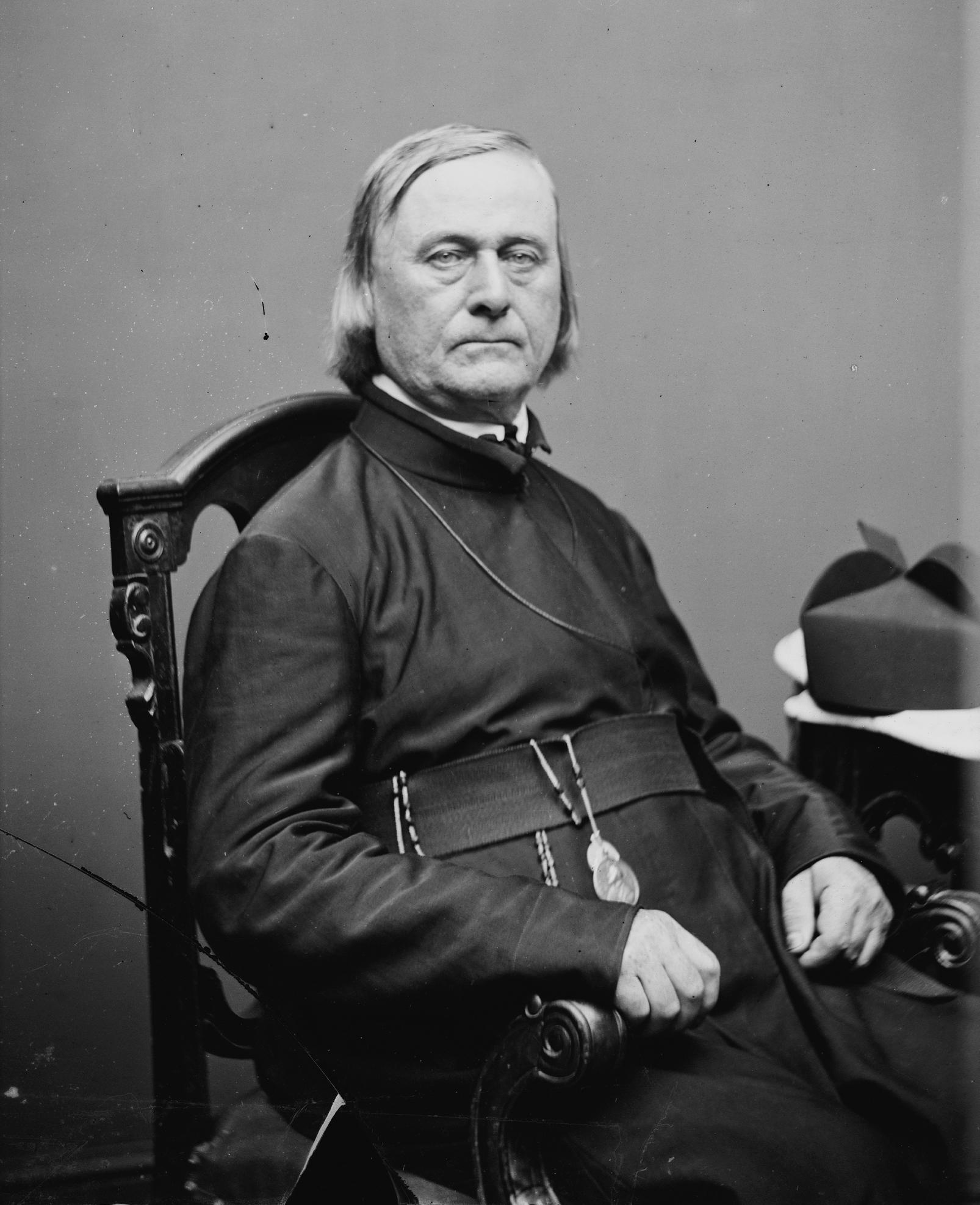
Pieter-Jan De Smet S.J.

Pieter-Jan De Smet (Dendermonde, België, 30 januari 1801 – Saint Louis (Missouri), 23 mei 1873) was een jezuïet-missionaris, ontdekkingsreiziger en pionier, die bij de indianen van Noord-Amerika bekend was als Grote Zwartrok.

## Biografie
Hij verliet zijn geboortestad zonder afscheid te nemen van zijn familie, na de oproep van Charles Nerinckx om naar Amerika te trekken voor missionering. De Smet werd in Amerika tot priester gewijd en pendelde geregeld tussen Amerika en Europa om hulp. Tijdens zijn tochten legde hij 290.000 km af. Hij beschreef voor het eerst het Lake Desmet in de staat Wyoming en zag en beschreef Independence Rock langs de Oregon Trail. Hij trok een missiepost op bij het volk van de Flathead Montana Salish.
Hij trad op in naam van de Amerikaanse regering bij hun onderhandelingen met de indianen, onder andere de vredesconferentie met de Sioux en hun hoofd Sitting Bull te Fort Rice in 1868 en hij overtuigde Sitting Bull om het verdrag van Fort Laramie te aanvaarden.
Hij overleed in Saint Louis, waar hij aanvankelijk begraven lag op een kerkhof samen met andere jezuïeten bij het Sint Stanislas Seminarie in Florissant, Missouri.
In 2003 werd zijn stoffelijk overschot herbegraven op Calvary Cemetery in St. Louis.

## Verering
Na zijn overlijden werd in 1878 te Dendermonde zijn standbeeld, dat voor de Onze-Lieve-Vrouwekerk staat, ingehuldigd met een Ros Beiaardommegang.
In 1879 werd een plaats in Kingsbury County, South Dakota naar hem genoemd. De Smet is de geboorteplaats van schrijfster Rose Wilder Lane (1886-1968), dochter van schrijfster Laura Ingalls Wilder en haar man Almanzo Wilder.
In 1932 bezochten Sioux-indianen Dendermonde om Pater De Smet te huldigen.
In 2005 was hij een van de kansmakers op de titel De Grootste Belg, maar haalde de uiteindelijke nominatielijst niet en strandde op nr. 168 van diegenen die net buiten de nominatielijst vielen.
In 2015 werd een standbeeld van De Smet verwijderd van de campus van de Saint Louis University, omdat het "een geschiedenis van kolonialisme, imperialisme, racisme en van christelijke en blanke overheersing" zou verbeelden.
In het Zwijvekemuseum zijn een aantal foto's en documenten uit zijn leven bewaard.

## Afbeeldingen

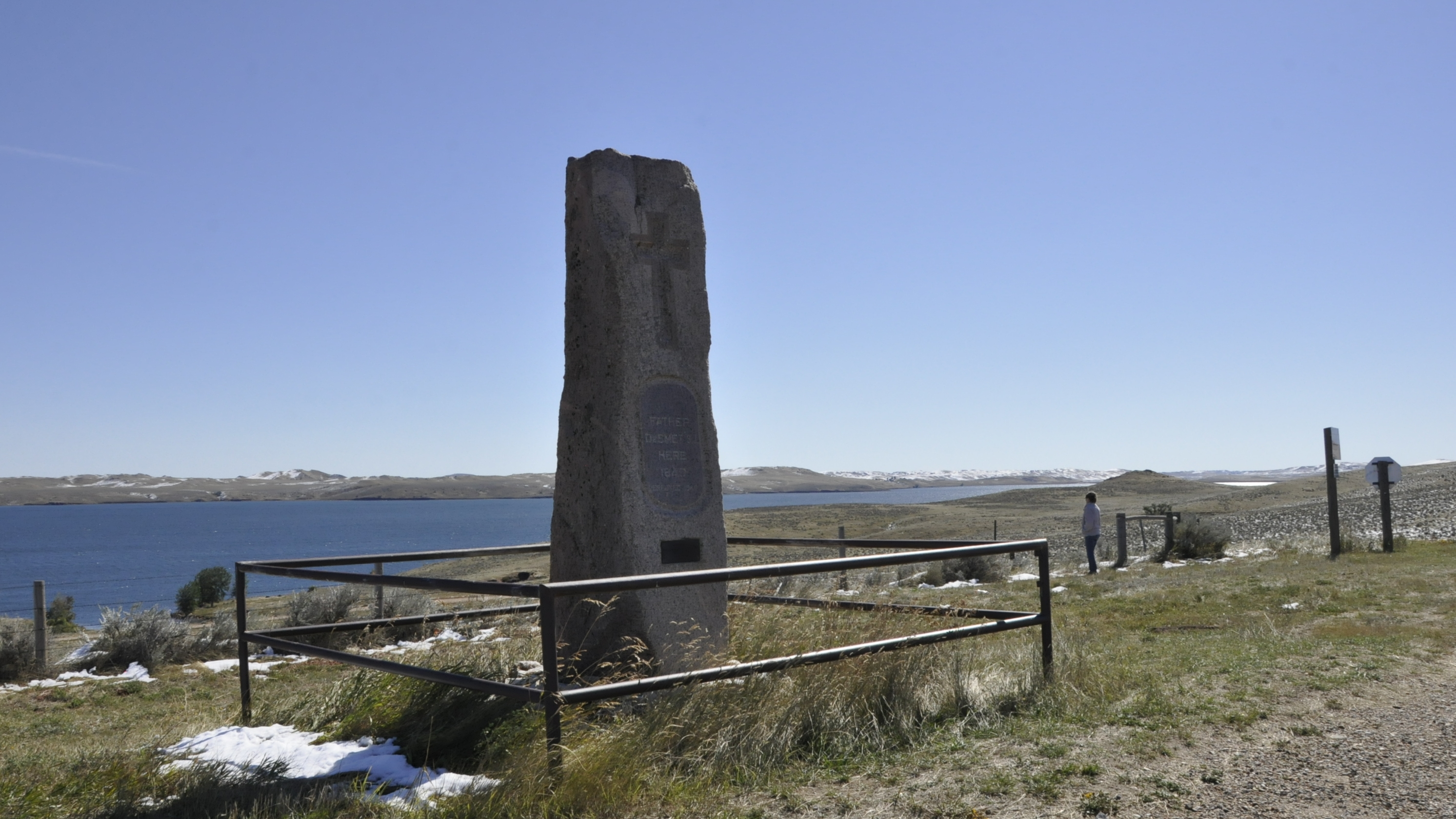
Lake Desmet en het gedenkteken voor Pieter-Jan De Smet
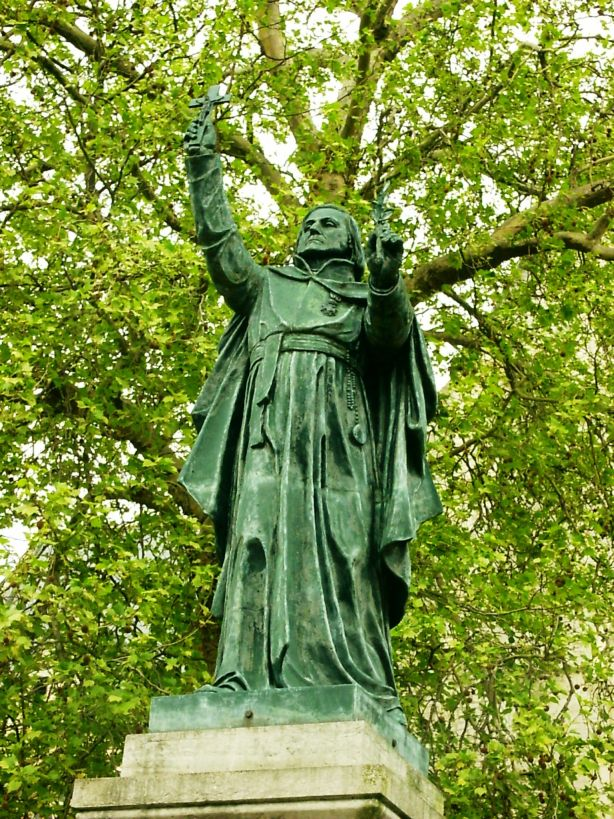
Standbeeld van Pieter-Jan De Smet S.J. in Dendermonde
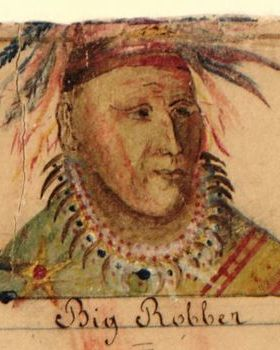
Big Shadow (Big Robber), getekend door Pieter-Jan De Smet
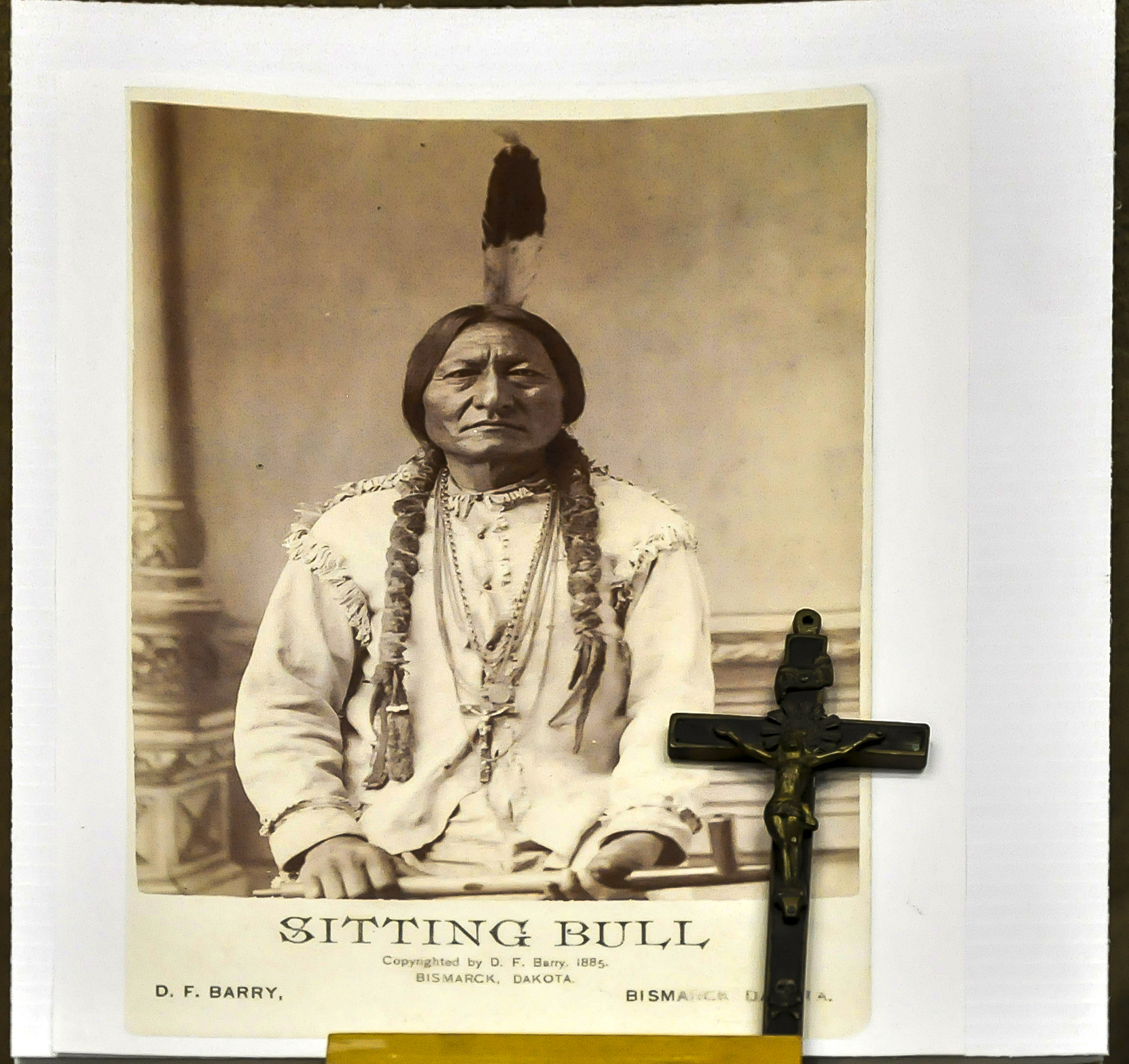
Kruisbeeld dat De Smet aan Sitting Bull schonk